# Frank Jensen
Pour les articles homonymes, voir Jensen.
Frank Jensen, né le 28 mai 1961 à Ulsted, est un homme politique danois, membre du parti de la Social-démocratie. 
Ministre dans les années 1990, il est le bourgmestre de Copenhague de 2010 à 2020.

## Biographie
Frank Jensen est diplômé d'une maîtrise en sciences économiques à l'université d'Aalborg en 1986.
Il s'engage jeune au sein des sociaux-démocrates, et occupe plusieurs responsabilités dans les sections locales du mouvement de jeunesse du parti de 1977 à 1984. Il est élu pour la première fois au Folketing sous les couleurs du mouvement lors des élections législatives de 1987.
Alors qu'il est le porte-parole politique de son groupe parlementaire, il devient ministre de la Recherche dans le gouvernement formé par Poul Nyrup Rasmussen le 27 septembre 1994 après les élections législatives du 21 septembre.
Le 30 décembre 1996, il devient ministre de la Justice au sein du nouveau gouvernement de Poul Nyrup Rasmussen. Il est reconduit dans ses fonctions dans le gouvernement formé après les élections législatives de 1998.
Il quitte le gouvernement après la lourde défaite des sociaux-démocrates lors des élections législatives de novembre 2001, à l'occasion desquelles il est tout de même réélu au Folketing. En 2002, il retrouve son rôle de porte-parole politique du groupe social-démocrate.
Il est réélu au Folketing lors des élections législatives du 8 février 2005, qui marquent un nouveau recul des sociaux-démocrates et poussent Mogens Lykketoft à annoncer son départ de la présidence du parti. Le 11 février, il annonce sa candidature à la succcession de Lykketoft. En mars, il déclare qu'il ne se représentera pas aux prochaines élections législatives s'il n'est pas élu à la présidence du parti. Lors de l'élection interne du 12 avril, il obtient 21 348 votes (47 %) et est battu par Helle Thorning-Schmidt, qui recueille 24 261 votes (53 %).
En septembre 2005, il devient le président du conseil d'administration d'Emperion, une entreprise danoise de satellites, un rôle qu'il cumule avec son mandat parlementaire. Ce dernier expire à l'occasion des élections législatives anticipées de novembre 2007 auxquelles il ne se représente pas, conformément à son engagement lors de sa campagne pour la présidence des sociaux-démocrates. Le même mois, il prend la tête de l'entreprise Telecom Scandinavia. À l'été 2008, il devient le directeur de Danske Advokater, la nouvelle organisation de représentation des cabinets d'avocats du Danemark. 
Il annonce son retour en politique le 26 mars 2009, quand il se déclare candidat aux élections municipales du mois de novembre à Copenhague. Sa liste sociale-démocrate remporte le scrutin du 17 novembre avec 29,9 % des suffrages, et il devient bourgmestre de Copenhague le 1er janvier 2010,.
Il est candidat à un second mandat lors des élections du 19 novembre 2013, et sa liste sociale-démocrate arrive de nouveau en tête, avec 27,8 % des suffrages. Grâce à un accord avec le Pati populaire socialiste et la Liste de l'unité, il est reconduit dans ses fonctions de bourgmestre pour un nouveau mandat de quatre ans.
Il se représente pour un troisième mandat lors des élections municipales de novembre 2017. En juin, un sondage fait état d'une possible défaite des sociaux-démocrates contre la Liste de l'unité lors du scrutin. La ville est alors la deuxième commune la plus endettée de tout le pays, et Jensen a dû renoncer à un projet de construction dans la réseve natuelle située sur l'île d'Amager. Sa liste arrive en tête avec 27,6 % des voix lors du scrutin du 21 novembre, et il est réélu pour un nouveau mandat de quatre ans.
En décembre 2019, il annonce son intention de briguer un quatrième mandat lors des élections municipales de novembre 2021. Toutefois, il fait face à partir de septembre 2020 à plusieurs accusations de harcèlement sexuel, poussant le mouvement des jeunes sociaux-démocrates à réclamer son départ. Il annonce sa démission le 19 octobre.
En avril 2021, il crée sa société de conseils, spécialisée dans la collaboration public-privé et la transition écologique. En avril 2023, il devient le vice-président de l'entreprise Norecco.